# Покорний Михайло Францович
Миха́йло Васи́льович Поко́рний (нар. 8 листопада 1886, Одеса — пом. 1948, Одеса) — український радянський художник та архітектор.

## Життєпис
Народився 8 листопада 1886 року в місті Одесі (тепер Україна). 1905 року закінчив архітектурний відділ Одеського художнього училища; 1913 року — архітектурне відділення Петербурзької академії мистецтв. Під час навчання в академії брав участь в конкурсі на проєкт храму в пам'ять 300-річчя Дому Романових. Незважаючи на перемогу в цьому конкурсі Степана Кричинського, проєкт Михайла Покорного привернув увагу імператора і був ним відзначений чеком на 3000 рублів золотом. Грошей йому з друзями вистачило на 3 роки щоб жити у Франції, потім в Італії, Іспанії, Греції знайомитись з культурою і мистецтвом цих країн. Після закінчення навчання жив і працював у Санкт-Петербурзі.
З 1921 року жив у Харкові, викладав у вищих навчальних закладах.
Під час німецько-радянської війни переїхав до Одеси. Помер в Одесі у 1948 році.

## Творчість
Серед архітекторських проєктів
- церква-усипальня на Волковському цвинтарі Санкт-Петербурга;
- доходний будинок на Ліговському проспекті, 121, Санкт-Петербург;
- доходний будинок на Ліговському проспекті, 153, Санкт-Петербург;
- церква в ім'я Божої Матері «Радість всіх сумуючих», проспект Металістів, Санкт-Петербург;
- будинок Червоної армії, 1934, Харків, (співавтори Каракіс Йосип Юлійович, Касьянов Олександр Михайлович та Меллер Вадим Георгійович);
- житловий кооператив «Комунальник» (Харків);
- житловий кооператив «Колективізатор» (Харків);
- житловий кооператив «Новий побут» (Харків);
- клуб металістів (Таганрог)[2];
- Селянський санаторій імені Всеросійського центрального виконавчого комітету на Хаджибеївському лимані (1928, у співавторстві з Олексієм Бекетовим);
- два будинки в Одесі — на вулиці Дерибасівській та вулиці Рішельєвській;
- санаторний комплекс «Соснівка» під Черкасами (1934—1938; разом із сином Андрієм Покорним);
- урядові будови в київських Липках.

Серед художніх робіт
- кіноплакат «№ телефону» (1930);
- «Дружній шарж» (1943, картон, графітний олівець, акварель)[3].

Серед надрукованих робіт
- «Побудова тіней в ортогональних проекціях», 1936;
- «Практичні методи побудови тіней в аксонометрії», 1937;
- «Побудова тіней в перспективі», 1940.